# Neonazism
Neonazismul (de asemenea Neo-Nazism) este o mișcare socială sau politică care încearcă să reînvie nazismul. 
Neonazismul împrumută elemente din doctrina nazistă, inclusiv naționalism militant, rasism, xenofobie, homofobie, antisemitism, iar în ultimul timp și islamofobie. Negarea Holocaustului și supremațismul alb sunt caracteristici comune, așa cum sunt și purtarea simbolurilor naziste sau admirația pentru Adolf Hitler sau alți extremiști de dreapta. 
Activitatea neonaziștilor pare a fi un fenomen la nivel mondial, cu strucuturi organizate în mai multe țări, precum și rețele internaționale. Unele țări din Europa și America Latină au legi care interzic exprimarea de opinii pro-naziste, rasiste, antisemite sau anti-homosexuale. Multe simboluri naziste sunt interzise în țările europene, într-un efort de a reduce neonazismul.